# Seznam britanskih fašističnih strank
Seznam britanskih fašističnih strank.
- British Fascisti
- British Fascists
- British Union of Fascists
- Imperial Fascist League
- National Fascisti
- National Socialist League
- League of Empire Loyalists
- National Front
- British National Party
- Universal Fascist Party